# Hypsipetes siquijorensis
Hypsipetes siquijorensis là một loài chim trong họ Pycnonotidae.